# Phil Ball
Phil Ball (n. 1957, Vancouver, Canadá) es un escritor británico con sede en España. Ha vivido en San Sebastián, España, durante casi veinte años. Nacido en Canadá pero de padres ingleses, Ball creció en Grimsby, en la costa noroeste de Inglaterra, después se marchó siendo niño. Cuando era joven apoyó al Grimsby Town Football Club, diciendo "Me crié en el fútbol de las ligas inferiores". Después de terminar la universidad, Ball fue profesor de inglés en un colegio estatal en Hull. Posteriormente enseñó en Perú, más tarde en Omán y ocasionalmente se trasladaba a San Sebastián después de la primera Guerra del Golfo.
Phil Ball es un gran apasionado del fútbol, y su primer libro fue el aclamado Morbo: The Story of Spanish Football (2001). El libro vincula los antagonismos tradicionales en el fútbol español (el "Morbo" del título) con las divisiones regionales, lingüísticas y políticas de España como país. Morbo fue incluido en el premio William Hill y ganó el GQ Sports Book of the Year. En 2010 se publicó una traducción al español del libro y en 2011 salió una nueva edición actualizada en inglés. La revista británica '442' lo votó entre los 50 mejores libros de fútbol de todos los tiempos en 2017.
White Storm: 100 años del Real Madrid (2002) fue el primer libro en inglés sobre el famoso equipo español escrito para celebrar su centenario, con un enfoque sociopolítico semejante al adoptado en Morbo. El libro está en su tercera edición, ha sido traducido a varios idiomas, y fue finalmente publicado en español en septiembre de 2009 bajo el título Tormenta Blanca.
An Englishman Abroad: Beckham's Spanish Adventure (2004) es la crónica del primer año del futbolista inglés David Beckham en el Real Madrid, también escrito desde una perspectiva sociopolítica.
En 2006 publicó The Hapless Teacher’s Handbook, un relato autobiográfico en tono humorístico de sus primeros años como profesor en Inglaterra.
Ball ha contribuido con artículos de fútbol a una serie de publicaciones de deportes, incluyendo When Saturday Comes, ESPNsoccernet, The New York Times y el Financial Times. También ha trabajado como comentarista para Sky Sports transmitiendo La Liga.
Phil Ball también se destaca en el mundo de la enseñanza de idiomas y es autor de una amplia variedad de material escolar para el currículo vasco y español. Se especializa en el área conocida como CLIL/AICLE (contenido y aprendizaje integrado de idiomas) y ha contribuido con una serie de artículos y publicaciones en el campo. Su último libro, 'Putting CLIL into Practice' (2015, Oxford University Press), escrito con Keith Kelly y John Clegg, ofrece una nueva teoría de la práctica para los maestros basada en lo que Ball llama 'las tres dimensiones del contenido'. Su serie de libros para estudiantes de 12 años en España, 'Subject Projects', fue nominada para los Premios a la Innovación en Educación en los ELTONS en Londres, en 2016.
Su hijo era un futbolista prometedor que jugó para el Antiguoko, un club en San Sebastián cuya cantera produjo Xabi Alonso, Mikel Arteta, Andoni Iraola y Aritz Aduriz en años anteriores.

## Libros
- Morbo: The Story of Spanish Football (2001)
- White Storm: The Story of Real Madrid (2002)
- An Englishman Abroad: Beckham’s Spanish Adventure (2004)
- The Hapless Teacher’s Handbook (2006)
- Putting CLIL into Practice (2015)